# Жученко Іван Якович
Іван Якович Жученко — представник старовинного козацького роду Жученків (Жуків), із покозачених шляхтичів, якого вважають засновником села Жуки (1636 р. село під назвою Жуки вже існувало, і мало власну церкву). Син засновника цієї династії Якова Жука.
Козакував, брав участь у боях із кримськими татарами. Можливо, був учасником повстання під проводом Якова Остряниці, теж пов'язаного із селом. Помер біля 1671 р.
У Івана Жука було четверо дітей: сини Тимофій, Яків, Федір, донька Олександра. Найбільш відомий із дітей — Федір Іванович Жученко, — був полтавським полковником. Жученки протягом тривалого часу, прямо чи опосередковано, мали значний вплив у Полтавському полку Гетьманщини.
Полтавська міська рада (позачергова двадцять четверта сесія восьмого скликання)  19-05-2023 року ухвалила рішення про перейменування вулиці 40-річчя Перемоги у с. Жуки Полтавської міської громади на вулицю Івана Жученка.